# 内伯尔贝格
内伯尔贝格是奥地利上奥地利州罗尔巴赫县的一个市镇。总面积9平方公里，总人口619人，人口密度68人/平方公里（2014年）。